# Petar Matić Dule
Petar Matić Dule (Irig, 6. srpnja 1920. – Beograd, 4. listopada 2024.) bio je jugoslavenski partizan, veteran Drugog svjetskog rata, general-pukovnik Jugoslavenske narodne armije, društveno-politički djelatnik, političar i posljednji živući Narodni heroj Jugoslavije.